# Улица Эльмесова (Владикавказ)
Улица Вадима Эльмесова — улица во Владикавказа, Северная Осетия, Россия. Находится в Иристонском муниципальном округе между улицами Кутузова и Пипо Гурциева. Начинается от улицы Кутузова.
Улица Эльмесова пересекается с Комсомольской улицей. От улицы Эльмесова начинается улица Пчеловодная.
Названа именем старшего лейтенанта Вадима Эльмесова, погибшего во время осетино-ингушского конфликта.
Улица образовалась в начале 50-х годов XX века постановлением Орджоникидзевского городского совета от 10 июля 1956 года во время планировки жилого района около кирпичного завода «Красный строитель». Первоначально носила наименование «Долгая улица». 
17 ноября 1995 года Долгая улица была переименована в улицу Эльмесова.